# Nikos Machlas
Nikolaos Machlas (grekiska: Νίκος Μαχλάς), född 16 juni 1973 i Heraklion på Kreta, är en grekisk före detta fotbollsspelare.

## Klubbkarriär
Nikos Machlas startade sin karriär i OFI Kreta, som han debuterade för i februari 1991 i en match mot Panionios. Han stannade i klubben i sex år innan han 1996 lämnade för nederländska Vitesse.
Första säsongen så gjorde han bara åtta mål i Eredivisie, men året efter så gjorde han makalösa 34 mål på 32 matcher och vann därmed den europeiska guldskon säsongen 1997/1998. Han stannade ytterligare en säsong innan Ajax köpte honom i juni 1999, och blev då den dyraste spelaren som lämnat Vitesse, då Ajax betalade 8.6 miljoner dollar.
Säsongen 2001/2002 var Machlas med och gjorde tolv mål när Ajax vann både Eredivisie och den inhemska cupen. Under den efterföljande säsongen var han konstant petad av Zlatan Ibrahimović och Mido vilket ledde till en utlåning i januari 2003 till spanska Sevilla. Där blev det bara två mål på 14 matcher. Han blev även arresterad i Spanien för en trafikförseelse, och gjorde även motstånd när han skulle gripas. När han senare återvände till Ajax så gjorde tränaren Ronald Koeman klart för Machlas att han inte hade någon framtid i klubbens A-lag och skickade honom för att träna och spela med klubbens reservlag.
Efter att Ajax brutit hans kontrakt så flyttade Machlas tillbaka till Grekland för spel med Iraklis. Där gjorde han 10 mål på 26 matcher, men efter bara en säsong så flyttade han tillbaka till OFI Kreta. Där spelade han två år innan han skrev på för APOEL. Under sin första säsong så gjorde Machlas sju mål när APOEL vann cypriotiska ligan. Efter att APOEL vann den cypriotiska cupen i maj 2008 meddelade Machlas att han slutar med fotbollen.

## Internationell karriär
Nikos Machlas gjorde 61 landskamper och 18 mål för Grekland. Han gjorde matchens enda mål mot Ryssland i den sista kvalmatchen till VM 1994, vilket tog Grekland till turneringen. Väl där så spelade Machlas alla tre gruppspelsmatcher mot Argentina, Nigeria och Bulgarien, vilket alla slutade med förlust. Sin sista landskamp gjorde han mot Sverige i februari 2002.

## Meriter
Ajax
- Eredivisie: 2002
- KNVB Cup: 1999, 2002

APOEL
- Cypriotiska ligan: 2007
- Cypriotiska cupen: 2008

Individuellt
- Guldskon: 1998